# Ugo e Josefin
Ugo e Josefin (Hugo och Josefin) è un film commedia svedese del 1967 diretto da Kjell Grede e basato sulla novella omonima scritta da Maria Gripe che è anche co-sceneggiatrice.

## Trama
Josefin ha sei anni e vive sola in campagna con la madre e il padre, pastore nel paese. Non ha nessun amico, fino a quando fa conoscenza con Ugo.

## Riconoscimenti
Guldbagge - 1968
Miglior film
Miglior regista a Kjell Grede